# Dirk Wendt
Dirk Wendt (* 18. März 1935 in Hamburg) ist ein ehemaliger deutscher Psychologe.

## Leben
Nach der Promotion 1966 an der Universität Hamburg war er von 1971 bis 1974 Professor für Psychologie an der Universität Hamburg und von 1974 bis 2000 in Kiel.

## Schriften (Auswahl)
- Quantitative Methoden der Psychologie. Eine Einführung. Deskriptive, Inferenz- und Korrelationsstatistik. Mit 97 Tabellen. Frankfurt am Main 1974, ISBN 3-7624-0117-9.
- Allgemeine Psychologie. Eine Einführung. Stuttgart 1989, ISBN 3-17-010274-5.
- Entwicklungspsychologie. Eine Einführung. Stuttgart 1997, ISBN 3-17-012731-4.